# 青二塾
青二塾，是日本大型聲優事務所之一青二Production經營的聲優培訓學校，1982年開設。

## 概要
青二塾分為在東京都武藏野市吉祥寺的「東京校」的1校，和在大阪府大阪市淀川區西中島的「大阪校」的2校。現在東京校的塾長是古川登志夫、大阪校是關真吾。不只專門栽培聲優，也能將聲優栽培成演員。
「東京校1部」的教學週期為1年，每週5次課程。過去每年都招收2次學生，現在每年只招收一次。此外，1992年以前即使只有中學畢業的人也只要能通過入塾考試就能入塾，但國中畢業的入塾者沒有一個能成為青二Production的正式所屬聲優，因而從1993年開始只有高中畢業以上的人才有入塾資格。
而「東京校2部」的教學週期為2年，每週3次夜間課程。和東京校1部一樣，高中畢業以上的人才有入塾資格。「2部」的體制是從1998年開始，前身是「週日生」。過去的週日生是為在大學、短期大學、專科學校等學校上學的學生以及上班族、飛特族等在平時因上班等時間上的原因而無法就讀青二塾東京校（現在是1部）的人設立的。教學週期為1年，每週星期日1次的課程，因此高中生也能入塾就讀。但是在程度上由於和本科與教育上有一些落差，因此大多人在教學週期結束後並沒有參加進入青二Production選拔考試的資格。
大阪校的教學週期為2年，每週2次星期六課程，因此高中畢業生可以入塾就讀。此外，2009年以前有可以開放國中畢業生和高中生入塾。
在青二塾畢業後通過選拔考試的人，可以作為Junior（暫定所屬、見習生）進入青二Production工作2年或者3年。在此期間的工作業績獲得認可的人可以成為準所屬，然後能進一步提升工作業績的人可以成為正式所屬。另外，就讀青二塾的學生中，最後能成為青二Production正式所屬聲優的人少之又少。
早年青二Production幾乎壟斷聲優市場，故青二塾畢業的人比其他聲優養成所出身的人更容易有穩定大量的演出機會。不過後來青二Production聲勢衰微，壟斷情況不復見且聲優事務所百家爭鳴，現在青二塾畢業的人已無特別保障，與其他人無異。

## 青二塾出身的聲優
僅記載在籍於青二Production或曾經在籍於青二Production的聲優。
粗體字為現在還在籍於青二Production的聲優

### 東京校出身者
1部
- 1期：中島千里、關口和孝、木下由美
- 2期：佐藤智惠、柴田由美子（日语：柴田由美子 (声優)）、莊真由美、石澤美華
- 3期：
- 4期：佐藤佑暉（日语：佐藤佑暉）、摩味、山野智子
- 5期：梁田清之
- 6期：掛川裕彥、川津泰彥、草尾毅、浦和惠、杉本沙織、關根明子、冬馬由美、丸尾知子（日语：Chiko）、芳野日向子
- 7期：中尾巖雄
- 8期：綠川光、遠藤美彌子（日语：遠藤みやこ）、久川綾
- 9期：小林俊夫、方淳子
- 10期：太田真一郎、沼田祐介、國府田麻理子、鈴木渢（日语：鈴木ふう）、原亞彌
- 11期：麻生智久（日语：麻生智久）、江川央生、住友優子、永澤菜教
- 12期：石川英郎、幸野善之、阪口大助、山田真一、緒方惠美、笠原留美、佐藤麻子（日语：佐藤麻子）
- 13期：私市淳、土門仁（日语：土門仁）、中山沙羅、西川宏美、柳瀨夏美
- 14期：稻田徹、今村直樹（日语：今村直樹）、神谷浩史、增谷康紀、大本真基子、鈴木麻里子、丹下櫻、豐嶋真千子、八木田真樹（日语：八木田真樹）、米本千珠
- 15期：桑島法子、藤香織、古山步
- 16期：野島健兒、堀江一真、保村真、二木靜美、根橋美繪子、藤卷惠理子、藤野朋子、滿仲由紀子、御崎朱美（日语：御崎朱美）
- 17期：戶北宗寬、岡本奈美（日语：岡本ナミ）、高橋千晶、角田早穂、藤田小百合
- 18期：菅沼久義、立花慎之介、三浦祥朗、龍谷修武、有島萌優、井上富美子、岩崎陽子、大谷美紀、川口宰曜子、木村愛、土屋實紀、山下綾
- 19期：田中大文、服卷浩司（日语：服巻浩司）、平井啓二、山本圭一郎（日语：山本圭一郎）、神田朱未、高梁碧、立野香菜子、町井美紀、柳井久代（日语：柳井久代）
- 20期：大沼譽、佐藤朱、戶田真衣子（日语：戸田真衣子）
- 21期：高橋裕吾（日语：高橋裕吾）、本田健大郎、齊藤貴美子（日语：斉藤貴美子）、野中藍、廣津佑希子（日语：広津佑希子）
- 22期：大塚將廣、金子英彥（日语：金子英彦）、大村香奈子（日语：大村歌奈）、齊木美帆（日语：斉木美帆）、沼澤僚子（日语：沼澤僚子）、望月三有（日语：望月三有）
- 23期：根本幸多（日语：根本幸多）、森岳志（日语：森岳志）、白土麻子、高橋美雪、吉倉萬里（日语：吉倉万里）
- 24期：小倉直寬、高橋剛（日语：高橋剛 (声優)）、松島廣明（日语：松島広明）、吉崎亮太、相澤舞、岩本良美、大河內雅子（日语：大河内雅子）、板東愛（日语：板東愛）
- 25期：谷雄太、鈴木賢（日语：鈴木賢）、安西英美、庄司宇芽香、藤森千惠
- 26期：熊孝彥、日置秀馬（日语：日置秀馬）、鎌田久美子、田上步美
- 27期：宮俊藏、宮崎寬務、小室洋子、種市藍、柳迫愛實
- 28期：會一太郎（日语：会一太郎）、大石達也、砥出惠太（日语：砥出恵太）、丸山徹、武中宇紗貴、谷南美、谷下由佳（日语：谷下由佳）、富岡美沙子、平尾明香（日语：平尾明香）、丸山未沙希（日语：丸山未沙希）、八木陽香
- 29期：石井裕大、角田雄二郎（日语：角田雄二郎）、島崎信長、西銘宏太、稻原春香、奧田彩、金子未来、高木麻友、津田美波、星亞里沙、南山裕希、山下綾子
- 30期：岡澤由樹、尾崎裕紀、沼尻輝篤、米田司、井川智美、笠原香織、外川大花（日语：外川大花）、牧野円香
- 31期：阿座上洋平、岡村泰晃、小川慎太郎（日语：小川慎太郎）、岩井香久也、岩崎美紀、財津慶子、髙野知榮子
- 32期：酒井凜太朗、鈴木大亮、關根貴志、半田裕典、一木千洋、神山裕紀（日语：神山裕紀）、原田薰（日语：高杉薫）、松井桃子（日语：天神桃子）
- 33期：川越貴曉、堀曜宏、新井美羽、下地紫野、中田麗央奈、中村優里、吉原綾希子
- 34期：齊藤直紀、中井亮、持丸裕太、上沼都子、小畠司、三井彩
- 35期：今井浩平、五味洸一（日语：五味洸一）、松澤光星、喜多沙耶香、權田麗華、平澤惠水、星步美、橫山由梨、麗美（日语：れいみ）
- 36期：池田周大、城岡祐介、戶松拳也（日语：戸松拳也）、 新田大空、水田雅哉、鶴田真希（日语：鶴田真希）、富安結、真柳亞理沙、村瀨敦美
- 37期：今川稀、木內嶺男、竹田海渡、大久保舞子、小平桃歌、影山優亞、真島千春、元嶋亞由美、森遙香

2部
- 1期：金田朋子、小松由佳
- 2期：原彰、馬場圭介（日语：馬場圭介）、石塚小小呂、吉原夏樹（日语：吉原ナツキ）
- 3期：田梢
- 4期：加藤健、高松由香（日语：高松由香）
- 5期：柴崎幸一、大越多佳子（日语：大越多佳子）
- 6期：日月貴子
- 7期：小林彌生
- 8期：松尾誠、石黑千尋、坂井麻美
- 9期：佐山知範、湯淺剛士、椎葉麻理江（日语：椎葉マリエ）、上田直子
- 10期：河本祐子、渡邊未來（日语：渡辺未来 (声優)）
- 11期：堀井真人、天野亞希子（日语：天野亜希子）、平良亞弓（日语：平良亜弓）、中山枝里香
- 12期：佐川理、笹井雄吾、平出朋子
- 13期：川上晃二（日语：川上晃二）、中本鐵也
- 14期：荒谷公亮、增尾興佑（日语：増尾興佑）、森下由樹子、優佳（日语：ゆうか）
- 15期：佐佐木研輔、田中遼、田中裕乃
- 16期：服部想之介（日语：服部想之介）、木村優希、增田步未、丸山惠
- 17期：荻原美里、天泉、結城惠、吉岡夏希
- 18期：早川愛乃

### 大阪校出身者
- 1期：小野坂昌也
- 2期：田中一成、中友子
- 3期：里內信夫、萩森侚子
- 4期：吉水孝宏、小山裕香
- 5期：中村尚子、山崎和佳奈
- 6期：置鮎龍太郎、井上美紀、南場千繪子
- 7期：住友七繪
- 8期：永島由子、新山志保
- 9期：宇和川惠美、野田順子
- 10期：青山美帆（日语：青山美帆）、溝上真紀子（日语：溝上真紀子）
- 11期：井上隆之（日语：井上隆之）、中井和哉、小田美智子、前田愛、前田近美、前田千亞紀
- 12期：高塚正也、西保、渡邊武彥（日语：渡辺武彦）、小松里歌、疋田由香里
- 13期：福山潤、西田裕美
- 14期：瀧下毅、德山靖彥（日语：徳山靖彦）、新千惠子、安田美和、吉竹範子
- 15期：田貴之、陰山真壽美、進藤尚美、田中真知子（日语：田中真知子）、松岡美佳（日语：松岡美佳）、山下亞矢香
- 16期：大島將哉（日语：大島将哉）、廣橋涼、竹田佳央里（日语：竹田佳央里）、矢之川陽子、那口亞希子
- 17期：下村基治（日语：下村基治）、高崎拓郎、藤原勝也（日语：藤原勝也）、北川春香、佐佐木亞紀、鹽山由佳、鹿野潤
- 18期：中尾良平（日语：中尾良平）、白石涼子、西野陽子（日语：西野陽子）、前田沙耶香（日语：前田沙耶香）
- 19期：松村幸洋（日语：松村幸洋）、武井愛果、山下繪里香（日语：山下絵里香）
- 20期：金光祥浩（日语：金光祥浩）、辰浦亮、寺本勳（日语：寺本勲）、松本考平（日语：松本考平）、辰巳千佐子、中西悠（日语：中西悠）、西尾尚子、吉川未來（日语：吉川未来）
- 21期：安井繪里（日语：安井絵里）、山口繭
- 22期：松村和哉、草壁麻衣、外村茉莉子（日语：外村茉莉子）、富田早矢香、西川真美（日语：西川真美）、平尾陽子（日语：平尾陽子）、前田綾乃（日语：前田あやの）
- 23期：池邊久美子、伊藤範子、佐佐木愛（日语：佐々木愛 (声優)）、島田知美（日语：島田知美）、藤澤泰葉
- 24期：畝見裕一、村上京（日语：村上京）、小寺貴子、坂井美咲、土江清香、中川智美、西村麻彌（日语：西村麻弥）、箱田奈央子、松永真依、三根真希子
- 25期：神島正和（日语：神島正和）、谷間聖司、松田裕生、植村友美（日语：植村友美）、大畑和世、金子有希、北嶋未子、沼田沙希、槙原江望
- 26期：大和洋、金本涼輔、松本大督（日语：松本大督）、西村詩穗子、前田綾香（日语：前田綾香）、美馬利惠子（日语：美馬利恵子）、村中由、山中圓（日语：山中まどか）
- 27期：高平晃二郎、西村辰也、金香里（日语：金香里）、寺前友理惠、寺西智美、森宗春佳
- 28期：大空直美、川田幸、田中榮理奈、長久友紀、羽瀨繪里奈、森田絢子、柳原利香（日语：柳原利香）、山口友里
- 29期：先川時禎、平賀久輝、石田容子、井上詩央里、栫知里、神鳥美緒、林沙紀、二上文香、宮永朋實
- 30期：秋山幸輝、奧幸典、中岡宏紀、上田瞳、小池菜摘
- 31期：海江田航平、佐佐千春（日语：佐々千春）、寺西裕汰、林雅貴、宮川卓也、井上里奈、大森加奈女、桑野未緒、堂馬冴子、渡部萌
- 32期：小野將夢、新川弘之、內海安希子（日语：内海安希子）、榎谷早耶香、久下知秋、香里有佐、松嶋千惠莉、松本明香里、森田真衣
- 33期：國金慎太郎、野村祐士、奧田伊津帆、正埜数實、延原真實子、吉岡溫美、吉村英里子、田中沙耶
- 34期：岡本彩夏、阪本久瑠實、椿佑子、西村俊樹、松嶌杏實、三好五月、森本千尋、田中啓太郎、古里紗希
- 35期：石川拓也、井上寧子、倉木理帆、高田哲樹、寺田瑞希、新田晏菜、福井爽香

### 關於青二塾出身之外的聲優加入青二Production
要成為青二Production正式所屬聲優，首先必須進入青二塾學習，然後參加試鏡合格才可以出道為原則。但是根據在演藝界已經工作多年的專業聲優的解釋也可以不必入塾青二塾，而是直接面試和通過實技試驗的話也可以成為青二Production所屬（有很多事例）。
一方面近年也有演藝資歷短淺的青二jr.聲優表示自己很希望入塾青二塾學習。而像岡本麻見、鈴木麗子、西口有香及落合福嗣等人都是雖然演藝資歷短淺，但沒有入塾青二塾也成為青二Production正式所屬的聲優。

## 外部連結
- 青二塾（東京校） （页面存档备份，存于） （日語）
- 青二塾（大阪校） （页面存档备份，存于） （日語）
- 株式會社青二Production公式官網 （页面存档备份，存于） （日語）